# Castrillo del Monte
Castrillo del Monte es una localidad española que forma parte del municipio de Molinaseca, en la provincia de León, comunidad autónoma de Castilla y León.

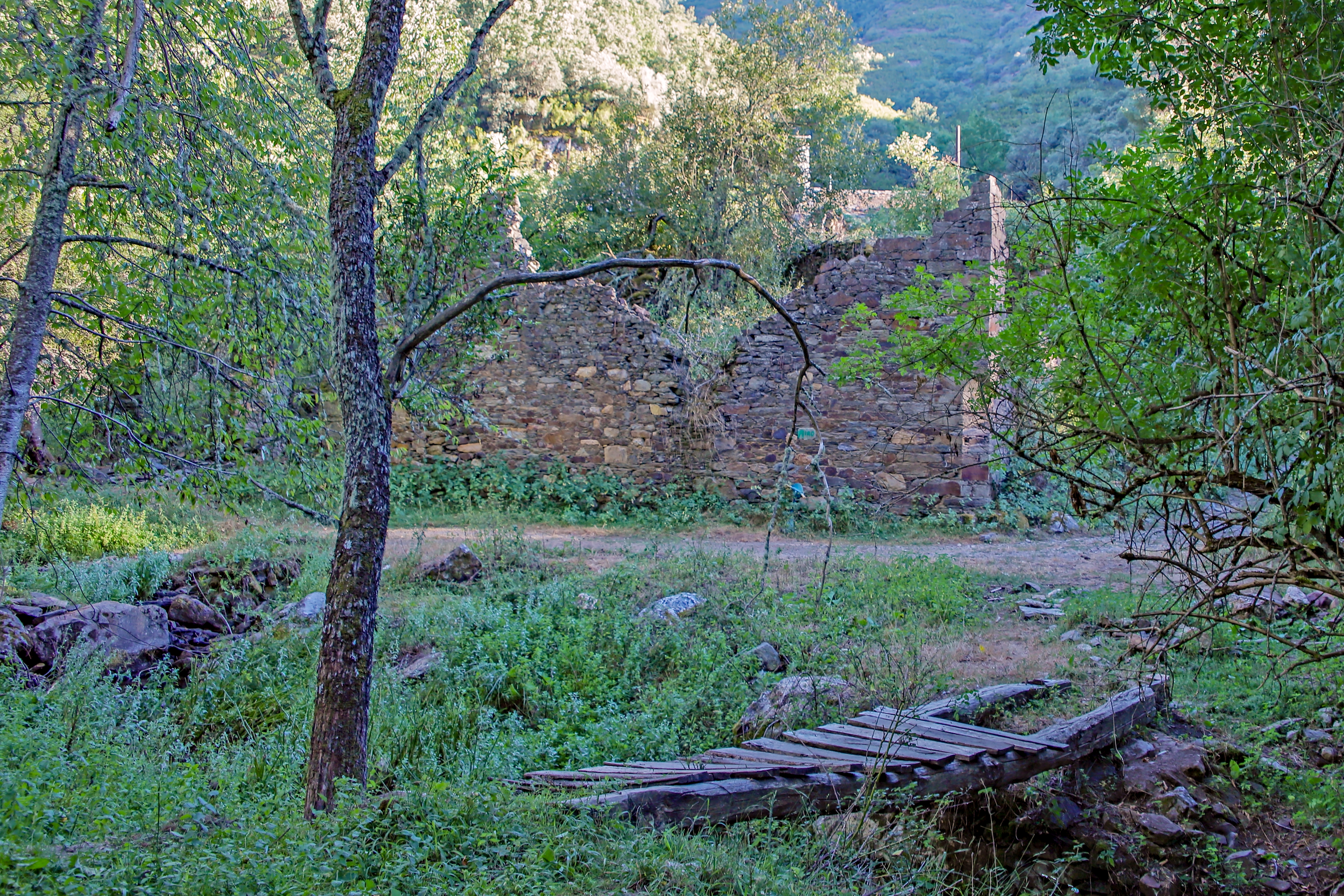
Puente y casas en ruinas

## Geografía

### Ubicación
| Noroeste: Paradasolana     | Norte: San Pedro Castañero | Noreste: Matavenero y Poibueno |
| Oeste: Folgoso del Monte   |                            | Este: Matavenero y Poibueno    |
| Suroeste Folgoso del Monte | Sur: Las Tejedas           | Sureste: Foncebadón            |

## Demografía
Evolución de la población
| Gráfica de evolución demográfica de Castrillo del Monte entre 2000 y 2017 |
|                                                                           |
| Población de derecho (2000-2017) según el padrón municipal del INE        |